# Soufflenheim
Soufflenheim, deutsch Sufflenheim, (früher auch Suffelheim und Suffelsheim, elsässisch Süfflum) ist eine französische Gemeinde mit 4788 Einwohnern (Stand 1. Januar 2021) im Département Bas-Rhin in der Region Grand Est (bis 2015 Elsass). Sie ist bekannt für ihre Töpferei und wird daher auch Cité des Potiers genannt.

## Geografie und Verkehr
Soufflenheim liegt inmitten einer hügeligen Wald-, Feld- und Wiesenlandschaft in der Rheinaue etwa 15 Kilometer östlich von Haguenau, 30 Kilometer nordöstlich von Straßburg und 35 Kilometer südwestlich von Karlsruhe. 5 Kilometer östlich verläuft der Rhein, unmittelbar westlich und nördlich des Gemeindegebiets erstreckt sich der Forêt de Haguenau; dieser grenzt an das Hanauerland und den Regionalen Naturpark Vosges du Nord, der zusammen mit dem Pfälzerwald das grenzüberschreitende Biosphärenreservat Pfälzerwald-Vosges du Nord bildet.
Südlich von Straßburg beginnt bei Marlenheim die Elsässer Weinstraße.
Im öffentlichen Nahverkehr wird Soufflenheim durch zwei Buslinien erschlossen: die Linie 330 (Haguenau – Soufflenheim – Seltz) von Fluo 67 verkehrt montags-samstags einige Mal am Tag mit Verstärkerfahrten im Schülerverkehr. Die Linie 231 (Soufflenheim – Rastatt) des Karlsruher Verkehrsverbundes fährt seit Dezember 2022 stündlich, an Sonn- und Feiertagen zweistündlich. Fahrkarten des KVV werden auch in Frankreich bis Soufflenheim anerkannt.

## Geschichte

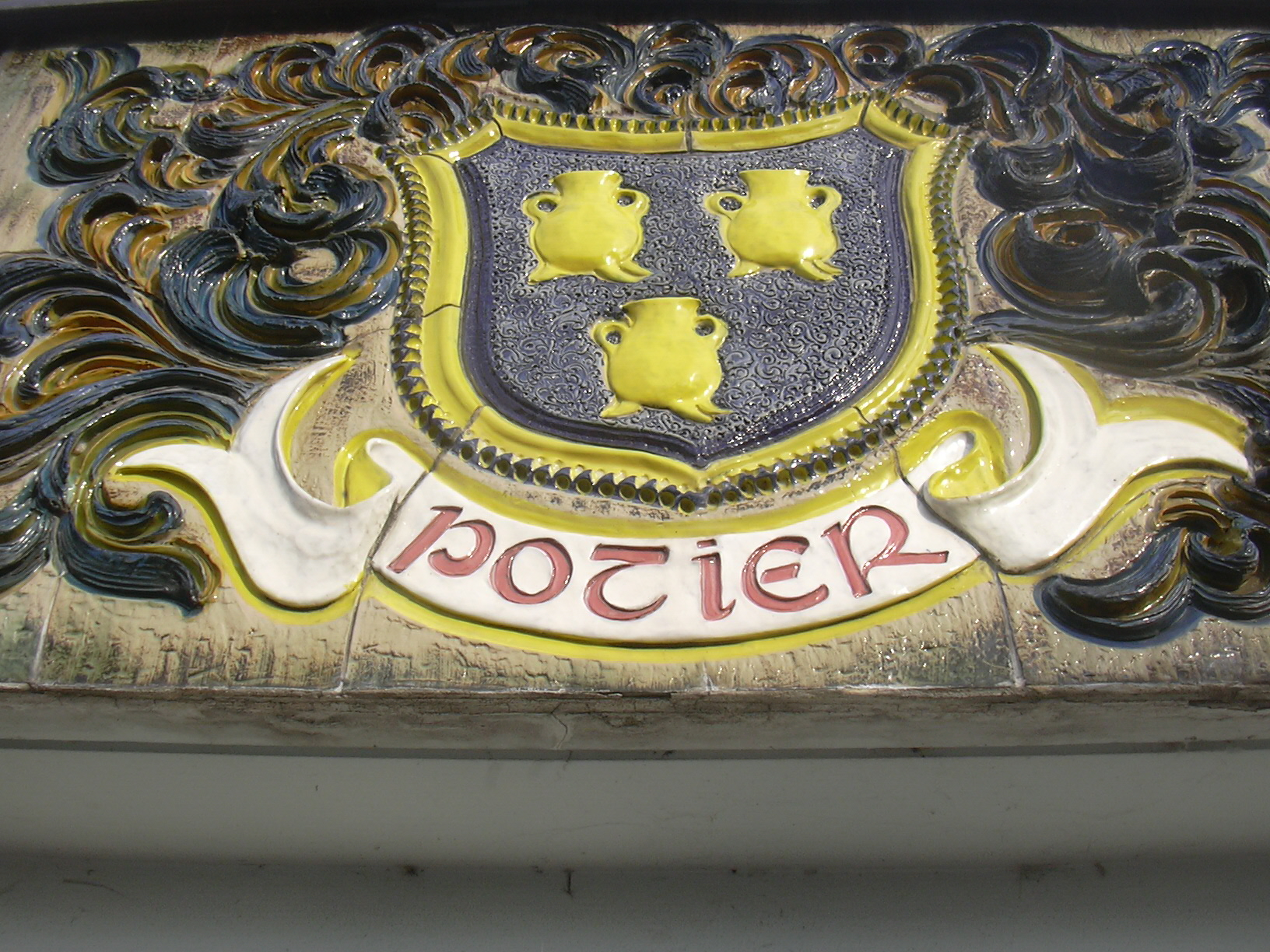
Wappen der Töpferzunft (an der Außenwand eines Gebäudes)

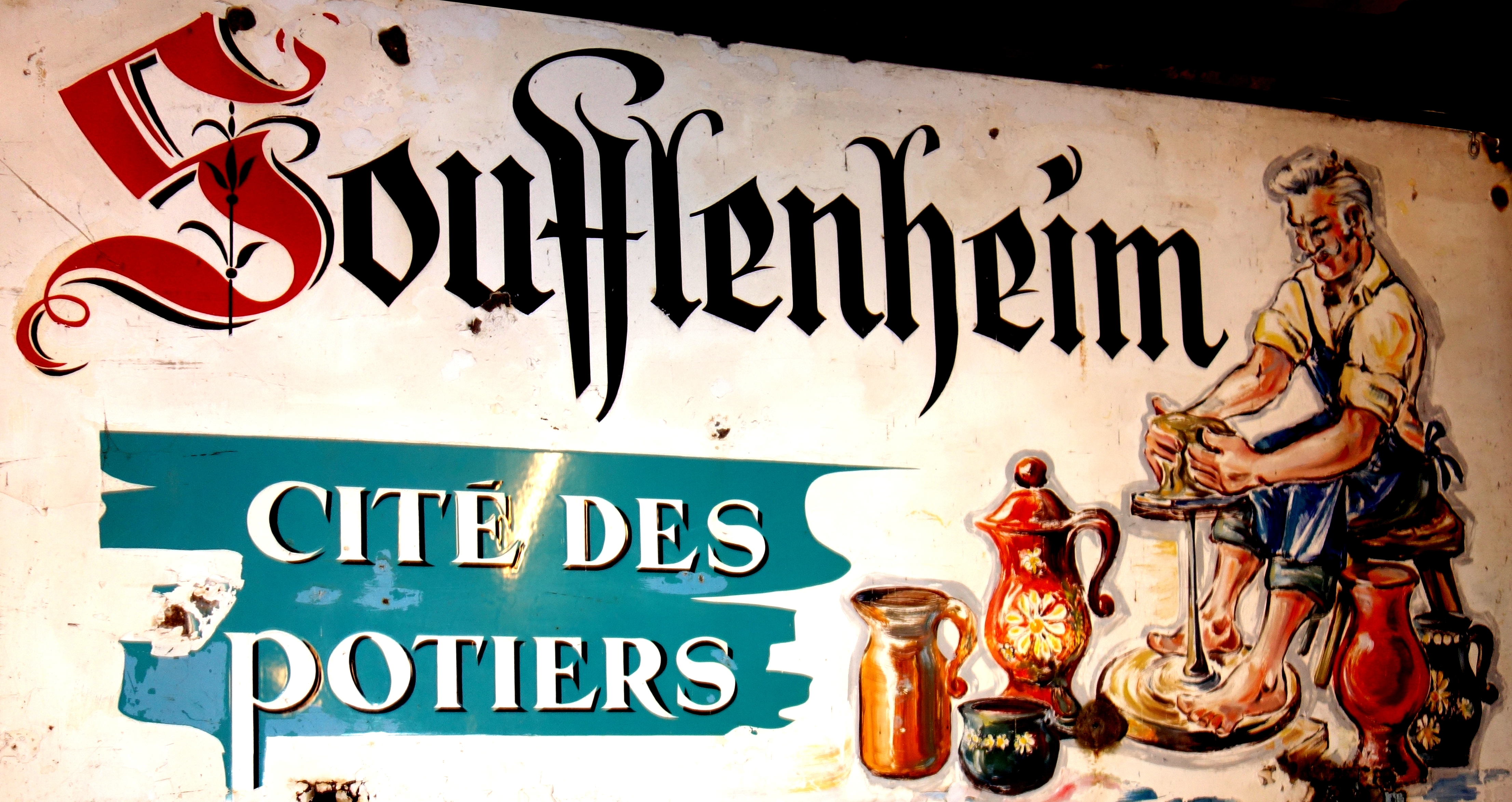
Altes Werbeschild: Stadt der Töpfer

Die Töpferei in den Waldgebieten des heutigen Nordelsass ist Bodenfunden zufolge seit der Bronzezeit bekannt. Voraussetzung für die Entwicklung dieses Handwerk waren die mehrere Meter dicken Lehmschichten unterhalb des sandigen Bodens der Umgebung.
Ob und inwieweit die Gallier und Römer die Lehmgruben nutzten, ist quellenkritisch nicht belegt. Es wurden Tonwaren aus der Antike in dem Gebiet gefunden, doch eine Siedlung ist nicht dokumentiert.

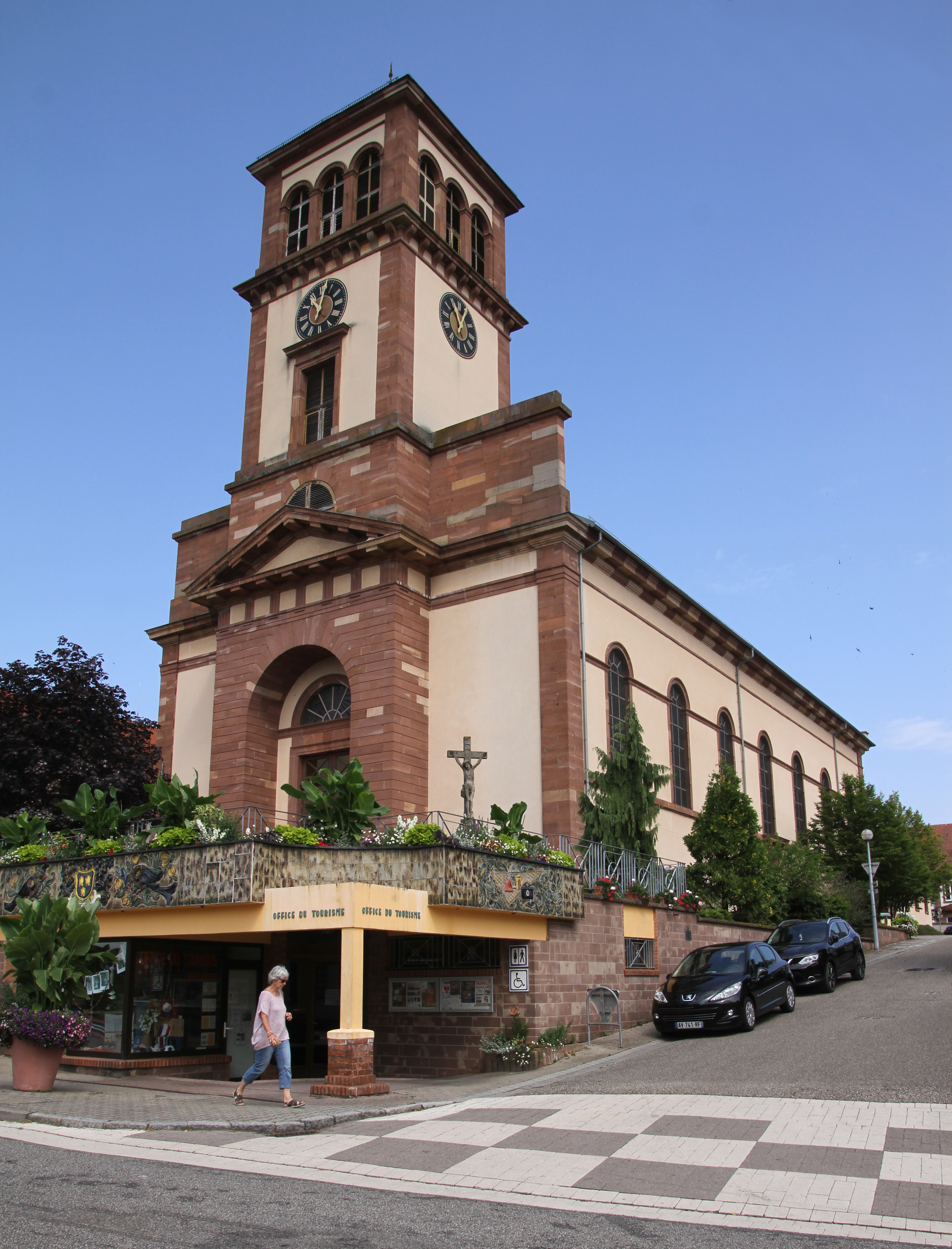
Michaelskirche (1825)

Im 9. Jahrhundert ist ein von irischen Mönchen erbautes, dem Heiligen Michael geweihtes Gotteshaus auf dem Kirchberg belegt. Zur heutigen Michaelskirche besteht keine durchgängige Verbindung. Es ist auch unklar, ob die Ebene unterhalb des Hügels schon bebaut war. 
Soufflenheims Geschichte des Mittelalters und der frühen Neuzeit fällt mit derjenigen von Haguenau und seinem Forst zusammen. 1147 wird der Ort erstmals urkundlich erwähnt. Damals bewilligte Friedrich I. Barbarossa den lokalen Töpfern die Ausbeutungsrechte an den Lehmgruben innerhalb des kaiserlichen Jagdreviers. In diesem Zusammenhang sind verschiedene Geschichten – mutmaßlich Legenden – überliefert, wie die wundersame Rettung des Kaisers durch einen Töpfer vor einem wütenden Eber sowie Schenkungen von Krippenfiguren aus Ton an den Kaiser und sein Gefolge.
In der späten Neuzeit erfuhr die Töpferei einen Niedergang. Während im 19. Jahrhundert noch 30 Gemeinden in der Region von diesem Handwerk lebten, sind es heute nur noch zwei – nämlich neben Soufflenheim nur noch Betschdorf. 1837 waren in Soufflenheim noch 55 Töpferbetriebe, die etwa 600 Personen beschäftigten, registriert; per 2006 gibt es nur noch ein Drittel davon.
Eine der Ursachen sind der Weinbau und der Tourismus im Elsass, die als Hauptwirtschaftszweige die Töpferei überflügelt haben und sich auf den Süden der Region konzentrieren. Ferner ist der Freizeitwert der Gemeinde beeinträchtigt durch die hohe Verkehrsfrequenz auf der Durchgangsstraße und die mangelhafte Infrastruktur, insbesondere das Fehlen verkehrsberuhigter Flanierbereiche, die geringe Zahl von Unterkünften, Gastronomiebetrieben und Geschäften sowie informativen Dokumentationen über die historischen Sehenswürdigkeiten vor Ort.

## Bevölkerungsentwicklung
| Jahr                       | 1962 | 1968 | 1975 | 1982 | 1990 | 1999 | 2010 | 2017 |
| Einwohner                  | 3868 | 4027 | 4281 | 4462 | 4269 | 4400 | 4918 | 4889 |
| Quellen: Cassini und INSEE |      |      |      |      |      |      |      |      |

## Sehenswürdigkeiten

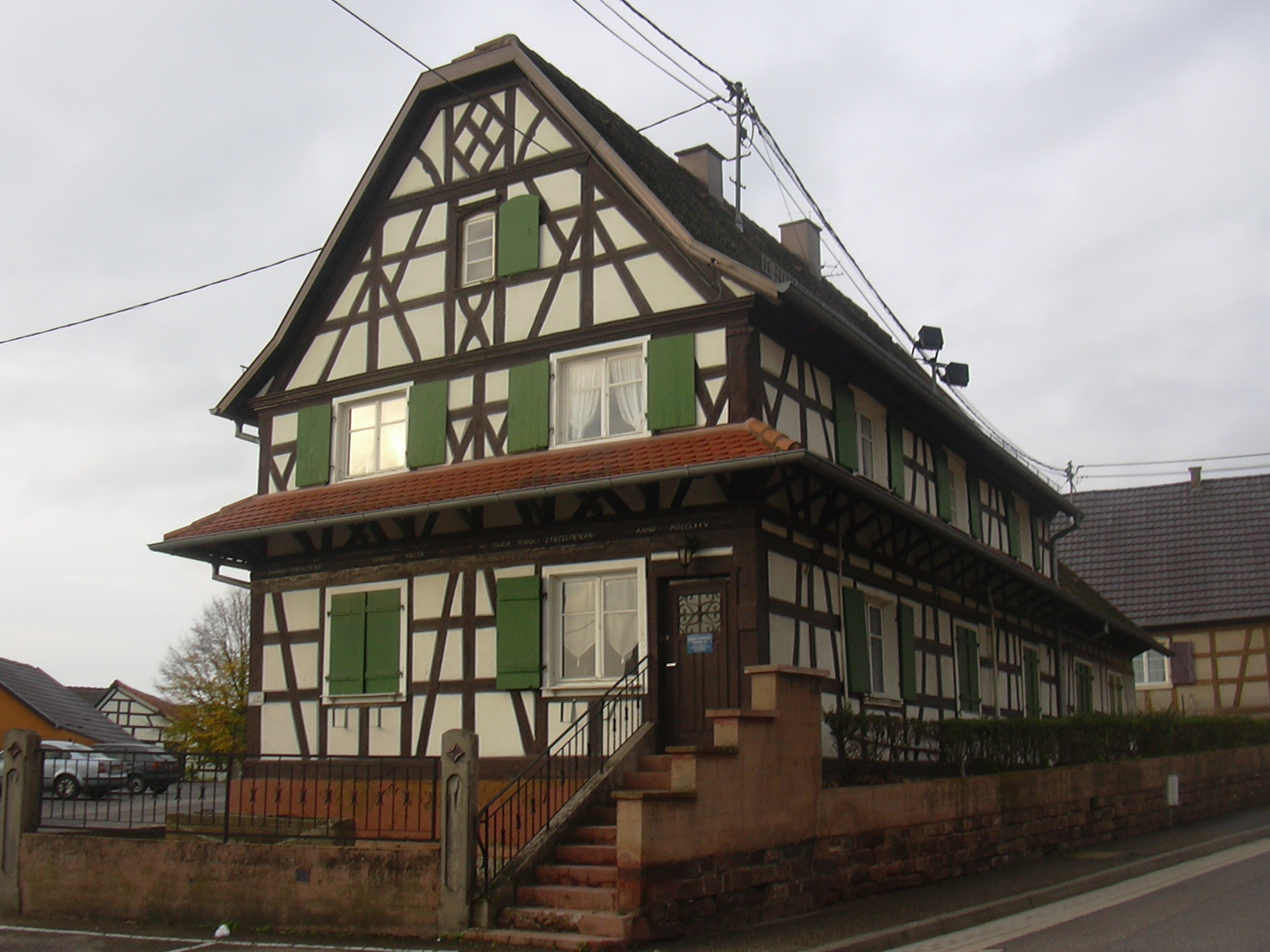
Fachwerkhaus in der Grand Rue von 1775 mit Residenznachweis „Johanes Stiefel Meyer – Maria Anna Stiefel-Meyerin“

- Die Pfarrkirche St. Michel, die kein unmittelbarer Nachfolgebau der frühmittelalterlichen Michaelskapelle ist, stammt von 1825. Die Deckenfresken des Saalbaus mit neoromanischen Formelementen und quadratischem Turm wurden bei Bombardierungen am 8. Februar 1945 zerstört. Erhalten sind einige Holzskulpturen, u. a. ein Hl. Joseph, auf dessen Sockel die Wappen der lokalen Zünfte abgebildet sind, u. a. das Töpferwappen mit drei zum Dreieck angeordneten Kannen, das sich an einigen Außenwänden in der Stadt wiederfindet. Einen Keramik-Kreuzweg an der linken Seitenwand gestaltete Léon Elchinger, der Vater des gleichnamigen Bischofs von Straßburg.
- In die heterogene Bausubstanz des Ortes mischen sich einige restaurierte Fachwerkhäuser aus dem 18. Jahrhundert.
- Hauptattraktion sind die Töpfereien entlang der Grand' Rue und in einigen Seitenstraßen, die häufig im Rahmen von Gruppenführungen angefahren, aber auch individuell besucht werden können.

## Das Töpferhandwerk heute

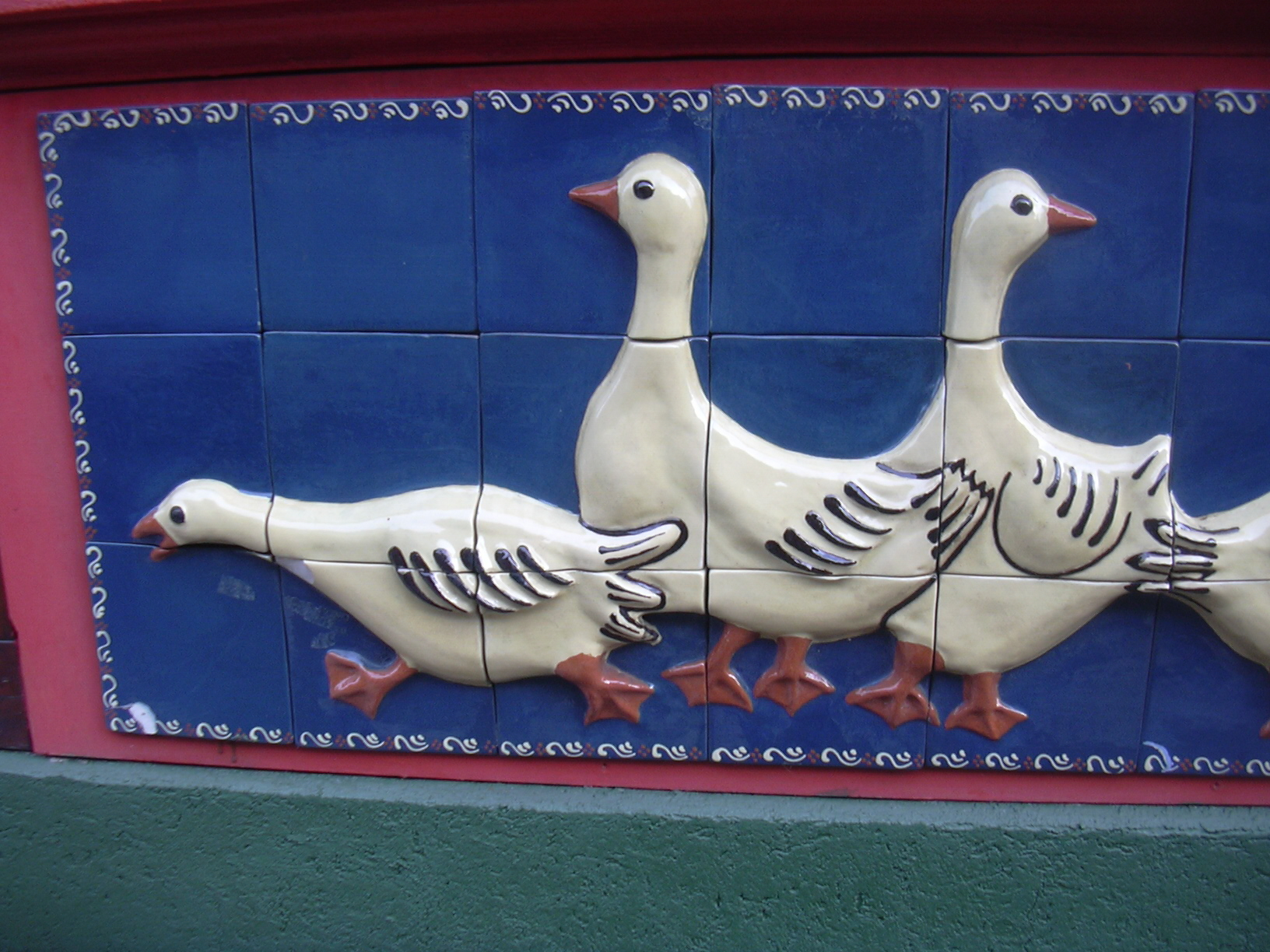
Typisches Soufflenheimer Tier-Keramikdekor (an der Außenwand eines Gebäudes)

Die noch etwa 20 vor Ort tätigen Töpferbetriebe fertigen Dekorations- und Gebrauchsgeschirr. Landestypisch sind insbesondere Gugelhupf-, Baeckeoffe- und andere Auflauf-Formen, ferner sind Vasen, Kannen, Schüsseln, Weinkühler und komplette Service im Angebot.
Die traditionelle Farbe der Soufflenheimer Keramik war Rostbraun, die Farbe des Tons, mit weißem Margeritendekor. Heute wird mit Rücksicht auf den diversifizierten touristischen Geschmack auch Ware in Blau, Grün, Beige und Rot in den unterschiedlichsten Dekoren hergestellt, entweder abstrakt mit geometrischen Mustern oder bildlich mit Weinreben, Pflanzen und Blüten sowie Tieren (insbesondere Storch, Ente, Hühnchen oder Fisch).
Derartige Dekore werden heute an zahlreichen Orten im Elsass teilweise als Fabrikware hergestellt; die Zugehörigkeit eines Betriebes zur Confrérie des Artisans Potiers de Soufflenheim garantiert die tatsächliche Herkunft der Waren aus der Gemeinde. Diese Zugehörigkeit sagt aber nichts über Ausgestaltung und Größe des Betriebs aus (allein arbeitender Handwerker, Familien-Werkstatt oder mittlerer Betrieb mit Angestellten). Nur 8 der Soufflenheimer Betriebe gehören zur Confrérie, doch auch unter den nicht-organisierten Töpfern gibt es solche, die ausschließlich ihre eigenen vor Ort erzeugten Waren verkaufen. Einige verstehen sich als Künstler und signieren ihre Waren namentlich.
Die Form wird an der Drehscheibe hergestellt und in der Regel zwei Tage später verfeinert und mit den Dekoren versehen. Gebrannt wird etwa 14 Stunden bei 1000 Grad Celsius.

## Sprache
Neben dem Französischen als Amtssprache wird das Elsässerdeutsch in Soufflenheim noch regelmäßig gesprochen und auch kulturell (Theater, Kabarett) gepflegt.

## Sport

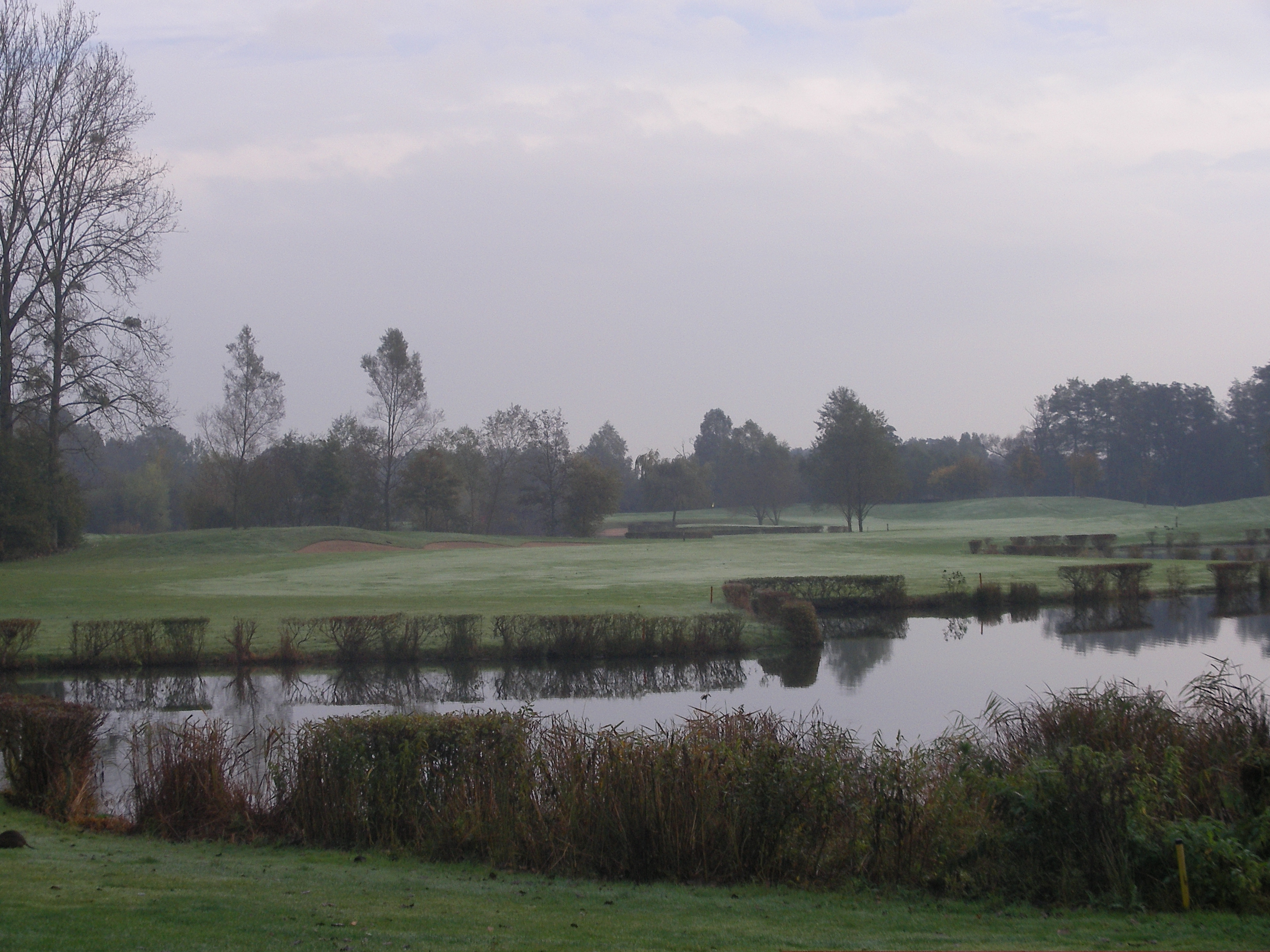
6. Abschlag des Meisterschaftsplatzes

Die Rheinaue mit ihren Dörfern bei Soufflenheim ist bei Radfahrern sehr beliebt. Eine Etappe des Rhein-Radwegs führt hier vorbei. 
Golfer finden an der Peripherie der Gemeinde einen 18-Loch-Meisterschaftsplatz und einen 9-Loch-Platz mit weiträumigen Appartementanlagen, Gastronomie, Übungsgelände und 6-Loch-Kurzplatz. Den in einer Parklandschaft gestalteten Platz mit 18 Seen konzipierte 1994 Bernhard Langer.

## Persönlichkeiten
- Léon Elchinger (1871–1942), Keramikkünstler des Jugendstils und des Art déco
- Léon Arthur Elchinger (1908–1998), Bischof von Straßburg
- Biréli Lagrène (* 1966), Jazzmusiker

## Partnerstädte
- Ambazac im Département Haute-Vienne bei Limoges
- Kandern im Südschwarzwald, Deutschland